# Guerra Filipino-Americana
A Guerra Filipino-Americana, também conhecida como a Guerra de Independência das Filipinas ou o Insurreição Filipina (1899-1902), foi um conflito armado entre um grupo de revolucionários filipinos e os Estados Unidos, que surgiu da luta da Primeira República Filipina para obter independência, após a anexação pelos Estados Unidos. A guerra foi parte de uma série de conflitos na luta pela independência das Filipinas, precedida pela Revolução Filipina e da Guerra Hispano-Americana.

## Causas do conflito
As causas básicas da Guerra Filipino-americana podem ser encontradas cotejando-se a busca do governo dos EUA por um império ultramarino e o desejo do povo filipino por independência.[carece de fontes?]
Depois de séculos como colônia espanhola, uma revolução liderada em parte por Emilio Aguinaldo estourou em 1896 nas ilhas Filipinas. Depois de lutar uma guerra de guerrilha selvagem por dois anos e meio, os filipinos de repente se viram numa posição aparentemente vantajosa, como aliados dos Estados Unidos. Em 1898, Espanha travou uma guerra perdida com os Estados Unidos em que suas colônias de Cuba, Porto Rico e Guam foram invadidos com relativa facilidade pelo Exército dos EUA, cuja Frota do Atlântico desembarcou em Santiago de Cuba. Da mesma forma, a Frota do Pacífico espanhola foi eliminada na batalha da baía de Manila, e as tropas americanas desembarcaram na periferia desta capital.
Após a rendição do governo colonial espanhol nas Filipinas para forças militares americanas em agosto de 1898, as tensões entre EUA e Filipinas surgiram, quando o governo americano decidiu manter as Filipinas como uma colônia, negando assim a independência para o povo filipino. Emilio Aguinaldo e seus guerrilheiros (aproximadamente 80 000 combatentes veteranos) perceberam então que seus antigos "aliados", na guerra contra a Espanha, haviam se convertido em seus novos inimigos.

## Descrição do conflito
Enquanto as forças americanas dominavam Manila, o exército de Aguinaldo ocupava uma trincheira de linha ao redor da cidade. Na noite de 4 de fevereiro de 1899, o soldado William Grayson atirou em um grupo de filipinos que se aproximavam de sua posição, provocando uma resposta armada. Os confrontos logo se espalharam ao longo de 15 quilômetros das linhas americano-filipinas, causando centenas de vítimas. Após o início das hostilidades, as tropas dos EUA, apoiados por bombardeios da frota do almirante Dewey, rapidamente dominaram as posições filipinas, infligindo milhares de vítimas. Em poucos dias, as forças americanas expandiram-se a partir de Manila, usando o poder de fogo superior, artilharia móvel e comando do mar para efeito completo.
Em 2 de junho de 1899, a Primeira República das Filipinas declarou oficialmente guerra contra os Estados Unidos.
Em novembro de 1899, Aguinaldo e suas forças haviam sido empurrados mais e mais para o centro de Luzon (a ilha principal das Filipinas) e ele percebeu que não podia lutar contra os americanos com unidades militares convencionais. Neste ponto, ele ordenou seus seguidores a vez de táticas de guerrilha para combater o exército americano. Deste ponto em diante, a guerra tornou-se um conflito de guerrilha composta por emboscadas, massacres e retribuição, com ambos os lados envolvidos na violência desenfreada. Aldeias foram destruídas, civis assassinados, torturados e mutilados, juntamente com uma série de outras atrocidades. Muitos oficiais americanos haviam servido nas guerras indígenas, e, assim, aplicou a velha crença de que "o único índio bom era índio morto" para as suas relações com os filipinos. Esta atitude, obviamente, foi retribuída pelas forças nativas.
Emilio Aguinaldo foi capturado em março de 1902, e oposição organizada de seus seguidores logo desapareceram. Apesar do fim oficial das hostilidades proclamada em 4 de julho de 1902, as tribos individuais em Luzon e os muçulmanos das ilhas do sul lançou novas rebeliões por mais uma década, até sua derrota na batalha de Bud Bagsak em 15 de junho de 1913.

## Consequências do conflito
- A oposição à guerra inspirou Mark Twain a fundar a Liga Anti-Imperialista em 15 de junho de 1898.[carece de fontes?]

- A guerra e a ocupação pelos Estados Unidos mudaria a paisagem cultural das ilhas, o número estimado de vítimas entre 34 000 a 1 000 000 pessoas, o desestabelecimento da Igreja Católica como religião de Estado, e a introdução do idioma inglês como o idioma principal do governo e algumas empresas. Os estadunidenses adotaram uma política de destruição de cidades e aldeias e aprisionamento da população em campos de concentração, para isolá-la dos guerrilheiros. O resultado, conhecido como Genocídio Filipino foi o assassinato de mais de 10% da população do arquipélago, que caiu de 9 para 8 milhões.[8][9]

- Os Estados Unidos adquiriram uma colônia no exterior, que serviu de base para as empresas dos EUA e os interesses militares na região Ásia/Pacífico.

- Em 1916, os Estados Unidos concederam a autonomia às Filipinas e prometeu eventual auto-governo, que entrou em vigor em 1934. Em 1946, após a Segunda Guerra Mundial, os Estados Unidos reconheceram a independência das Filipinas através do Tratado de Manila.